# Armgert van Lisse
Armgert van Lisse (geboren vor 1403; gestorben am 15. Januar 1472 in Diepenveen) war eine niederländische Ordensfrau im Kloster Diepenveen.

## Leben
Armgert van Lisse wurde vor 1403 geboren. Sie stammte aus einer adeligen, aber verarmten Familie. Als ihre Cousine Katharina van Naaldwijk 1413 in Diepenveen, dem ersten Frauenkloster der Neuzeit unter der Priorin Salome Sticken, ihr Gelübde ablegte, reiste Armgert van Lisse in Begleitung der Dame von Heenvliet nach Diepenveen, um dieser Zeremonie beizuwohnen. Im Schwesternbuch von Diepenveen ist zu Armgert van Lisse vermerkt, dass sie lesen und singen konnte. Allerdings war ihr Gesundheitszustand nicht gut und sie wurde deshalb nicht als Chorschwester für geeignet erachtet. So wurde sie als Konversin, als Laienschwester eingekleidet. Sie verhielt sich äußerst gehorsam, demütig und unterwürfig, obwohl dies laut der Vita nicht ihrer Natur entsprach. Sie wurde zur Vestiaria, zur Aufseherin über die Bekleidung ernannt. Selbst kleidete sie sich sehr bescheiden und ihre eigene Kleidung war oft fadenscheinig. Gemeinsam mit zwei weiteren Schwestern wurde Armgert van Lisse zum Kloster Anenburg nach Kassel geschickt, um dort die  Regel des Windesheimer Ordens zu verbreiten. Sie soll, nach ihrer Biografie, sehr froh gewesen sein, als sie nach Diepenveen zurückkehren durfte. Gemeinsam mit zwei anderen Schwestern erledigte Armgert van Lisse oft nachts die Arbeit für den nächsten Tag und war bis ins hohe Alter sehr aktiv. Das, obwohl sie an Schwindsucht und Wassersucht litt. Mit siebzig Jahren arbeitete sie immer noch als Kopistin. Armgert starb am Tag nach dem St.-Poncian-Tag, dem 15. Januar 1472. Sie wurde im Grab ihrer Cousinen Katharina und Griete van Naaldwijk und Liesbeth van Heenvliet beigesetzt.